# Бисмарк Чарлс
Бисмарк Чарлс ( на английски език - Bismark Charles) е ганайски футболист, нападател.

## Професионална кариера
Играе като нападател, но се справя и като ляво или дясно крило. Започва да играе в Берекум Челси Гана. В началото на 2020 преминава във Вущрия Косово, където дебютира в първия състав и изиграва 9 мача с 4 гола. На 1 септември 2020 подписва с Трепча’98 Косово като за тима изиграва 17 мача с 6 гола. 
През януари 2021 минава на проби в ЦСКА, за да подпише официален договор на 12 февруари 2021. Дебютира на 27 февруари 2021 при загубата с 1:0 от Лудогорец Разград. Вкарва първи гол на 2 март 2021 при победата с 3:1 над Черно море за купата на България. 
На 19 май 2021 г. Чарлс, вкарва единствения и победен гол над Арда (Кърджали) за Купа на България. Носител на купата на България за сезон 2020/21.

## Успехи
ЦСКА (София)
- Купа на България (1): 2021